# 228. Infanterie-Division (Deutsches Kaiserreich)
Die 228. Infanterie-Division war ein Großverband der Preußischen Armee innerhalb des Deutschen Heeres im Ersten Weltkrieg.

## Geschichte
Die Division wurde am 30. März 1917 an der Westfront zusammengestellt und war dort bis Ende des Ersten Weltkriegs im Einsatz. Nach Kriegsende erfolgte die Räumung des besetzten Gebietes, der Marsch in die Heimat sowie die dortige Demobilisierung und schließliche Auflösung.

### Gefechtskalender

#### 1917
- ab 16. April – Stellungskämpfe vor Verdun
  - 12. August bis 9. Oktober – Abwehrschlacht bei Verdun

#### 1918
- bis 15. März – Stellungskämpfe vor Verdun
- 16. bis 20. März – Kämpfe in der Siegfriedstellung und Vorbereitungszeit für die Große Schlacht in Frankreich
- 21. März bis 6. April – Große Schlacht in Frankreich
- 07. April bis 13. Mai – Kämpfe an der Avre, Somme und Ancre
- 12. Mai bis 14. Juli – Stellungskämpfe in der Champagne
- 15. bis 17. Juli – Angriffsschlacht an der Marne und in der Champagne
- 18. Juli bis 12. September – Stellungskämpfe in der Champagne
- 13. bis 18. September – Stellungskämpfe in Lothringen
- 15. bis 28. September – Stellungskämpfe in der Woëvre-Ebene und westlich der Mosel
- 29. September bis 11. November – Abwehrschlacht in der Champagne und an der Maas
- ab 12. November – Räumung des besetzten Gebietes und Marsch in die Heimat

### Kriegsgliederung vom 8. März 1918
- 104. Infanterie-Brigade
  - Füsilier-Regiment „Prinz Heinrich von Preußen“ (Brandenburgisches) Nr. 35
  - Infanterie-Regiment von Stülpnagel (5. Brandenburgisches) Nr. 48
  - Infanterie-Regiment Nr. 207
  - MG-Scharfschützen-Abteilung Nr. 28
  - 1. Eskadron/Ulanen-Regiment „Kaiser Alexander III. von Rußland“ (Westpreußisches) Nr. 1
- Artillerie-Kommandeur Nr. 228
  - Kurmärkisches Feldartillerie-Regiment Nr. 39
  - Fußartillerie-Bataillon Nr. 92
- Pionier-Bataillon Nr. 228
- Divisions-Nachrichten-Kommandeur Nr. 228

## Kommandeure
| Dienstgrad      | Name                      | Datum                              |
| --------------- | ------------------------- | ---------------------------------- |
| Generalleutnant | Wilhelm Johann Neugebauer | 02. April bis 3. April 1917        |
| Generalmajor    | Paul von der Heyde        | 04. April 1917 bis 1. Februar 1919 |